# Неметал
Неметали су група хемијских елемената који се по својим карактеристикама битно разликују од метала и који чине знатно већу групу. Главне карактеристике су велика електронегативност, и грађење киселих оксида. По правилу се не растварају у минералним киселинама. С водоником граде постојана, већином испарљива једињења. Могу бити гасовити, течни или чврсти на собној температури. Обично слабо одбијају светлост, а густина им је углавном мала. Лоши су проводници топлоте и електрицитета. Ковност и тегљивост нису им добро изражене и молекули су им обично полиатомски у парном стању.
То су: угљеник (C), азот (N), кисеоник (O), флуор (F), фосфор (P), сумпор (S), хлор (Cl), бром (Br) и јод (I). (Нерма)
Неметали, на собној температури, могу да буду у сва три агрегатна стања.
Неки су чврсти (угљеник, сумпор, јод, фосфор), други гасовити (кисеоник, азот, водоник, хлор, флуор), а бром је течан.
Осим племенитих гасова, сви елементи који се налазе у гасовитом стању на собној температури од 25˚C јесу неметали.
Неметали се могу разликовати по боји. Сумпор је жут, фосфор је бео или црвен, јод је љубичаст, хлор је жутозелен, угљеник је црн или безбојан. 
Неки гасови су безбојни, па су зато невидљиви (на пример, водоник, кисеоник и азот).
Неметали се могу разликовати по боји и по мирису. Неки од њих имају веома јак, непријатан мирис, на пример, хлор и бром.
Не смеју се удисати јер су веома штетни за здравље.
Општа особина неметала је да не проводе електрицитет.
Изузетак је облик угљеника који називамо графит.
И поред наведених разлика у физичким особинама, сви неметали због заједничких хемијских особина чине један скуп елемента.
Живот на земљи се не може замислити без неметала. Један од најважнијих неметала је кисеоник. 
Он је саставни део ваздуха и воде. Наметали угљеник, водоник, кисеоник, азот, фосфор и сумпор основни су градивни елементи једињења која чине живи свет. Зато се они заједно називају биогени елементи.